# تاونغا
تاوكا أو تاونغا (بالماورية: Taonga أو taoka‏)؛ في اللَّهجة المَاوَريَّة الجنوبيَّة، هي كلِمةٌ تُشِيرُ إلى مِلكِيَّةٍ ثَمِينَةٍ في ثقافة الماوري. يختلفُ التَّعريفُ الحَالي عن التَّعريفِ التَّاريخي، الذي أشار إليه هونجي هيكا على أنَّهُ «ملكية جَرَى الحُصول عليها بواسطة الرُّمح» [يمكن للمرء أن يفهم هذا على أنه غنيمة حرب أو ملكية مدافعة عنها] ويُفَسَّرُ الآن على أنَّه يعني مجموعة واسعة من المُمتَلكاتِ المَلمُوسة وغير الملموسة، على وجه الخصوص عناصِر ذات أهميَّة ثَقافيَّة تاريخيَّة.
الأمثلة الملموسة هي جميع أنواع الموروثات والمصنوعات اليدوية والأراضي ومصايد الأسماك والموارد الطبيعية مثل الينابيع الحرارية الأرضية، والوصول إلى الموارد الطبيعية؛ مثل: حُقوق المياه على ضفاف الأنهار والوصول إلى المنطقة النهرية للأنهار أو الجداول. قد تَشمل الأمثلة غير الملمُوسة اللُّغَة والمُعتقدات الرُّوحيَّة.
ما يعتبر «Taonga» له عواقب سياسية واقتصادية واجتماعية كبيرة في نيوزيلندا وكان موضوع مناقشات شرسة لأن التعريفات والتفسيرات المُختلفة لها آثار على السِّياسات المُتعلقة بِأشياء؛ مثل: الملكية الفكرية، الهندسة الوراثية، وتخصيص طيف الترددات الراديوية.